# 王綸 (成化丁未進士)
王綸（1454年—1515年），字朝言，山東濟南府濱州人，軍籍，明朝政治人物。

## 生平
成化十三年（1477年）丁酉科山東鄉試第二名舉人（亞元）。成化二十三年（1487年）丁未科二甲二十二名進士，十一月除禮科給事中，弘治六年（1493年）十一月改戶科右，七年七月升户科左，十一年三月遷江西右參議。歷升江西右參政，正德二年（1507年）五月升雲南右布政使，四年正月轉湖廣左布政使。正德四年（1509年）六月，升任南京禮部右侍郎。八月以都察院右副都御史巡撫大同赞理軍務。五年五月因公事杖死二人，被革职为民。正德十年卒。

## 家族
曾祖王思誠；祖父王英；父王信。母史氏。具庆下。弟王綬、王績、王绪、王绅。